# وزغ دلتای نیل
وزغ دلتای نیل (نام علمی: Amietophrynus kassasii) نام یک گونه از خانواده وزغ‌های راستین است.